# Chiesa della Natività di Maria Vergine (Campo Ligure)
La chiesa della Natività di Maria Vergine è un luogo di culto cattolico situato nel comune di Campo Ligure, in via Giuseppe Saracco, nella città metropolitana di Genova. La chiesa è sede della parrocchia omonima della zona pastorale Ovadese-Genovese della diocesi di Acqui.

## Storia

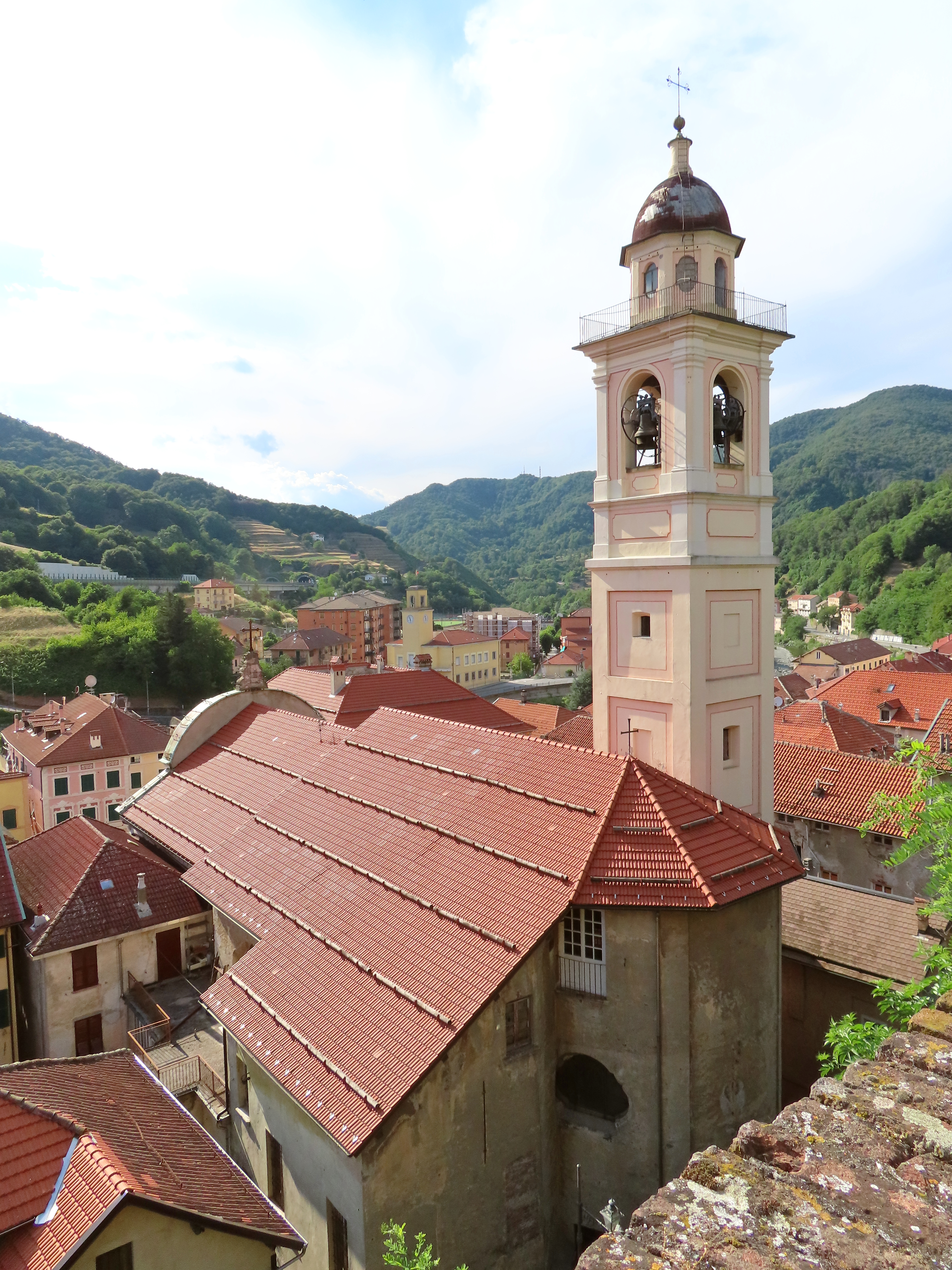
Abside e lato sud

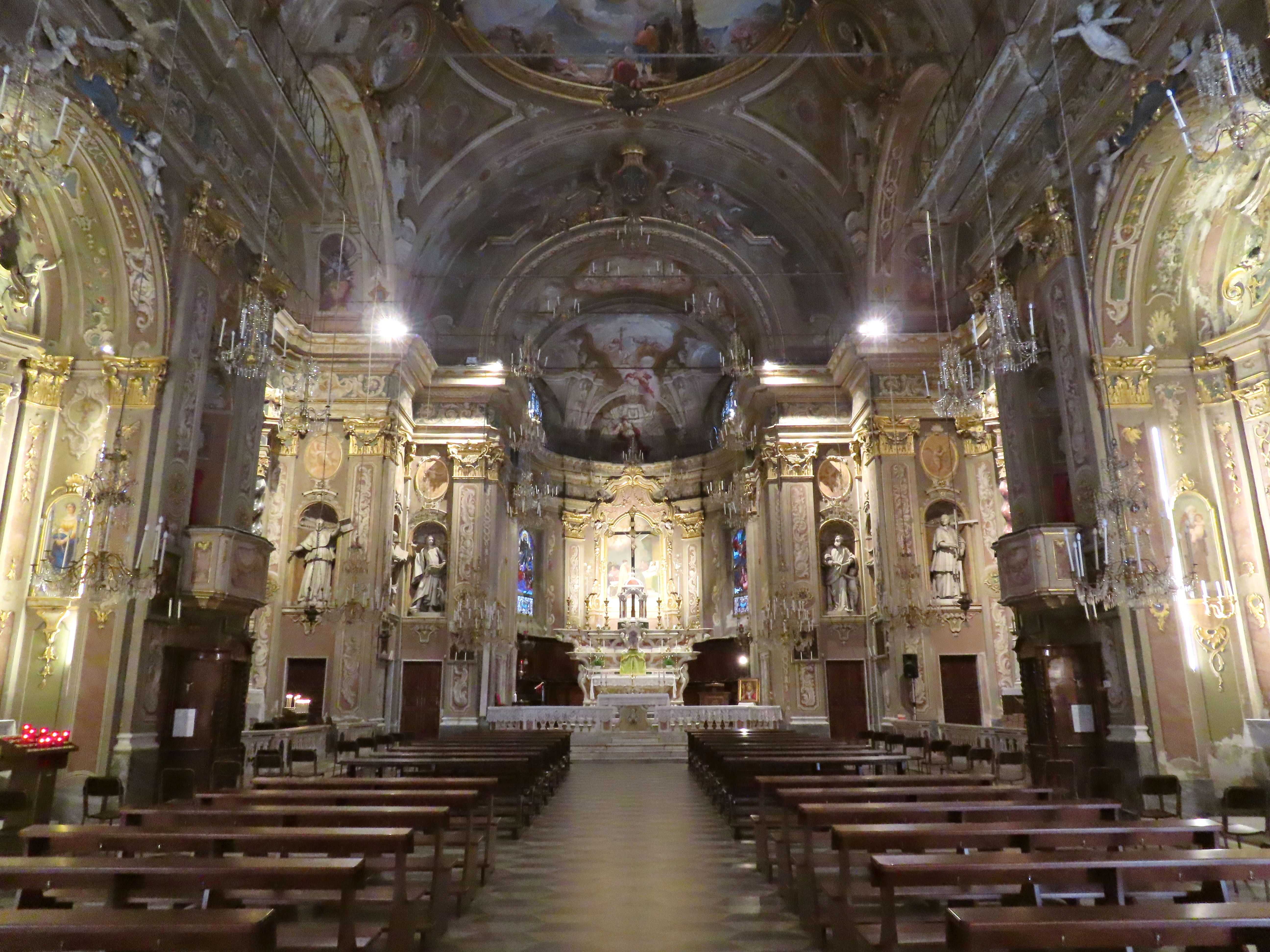
Navata

La parrocchiale, intitolata oggi alla Natività di Maria Vergine ma originariamente alla Vergine Maria, è ubicata presso il borgo storico di Campo Ligure ai piedi del colle roccioso ove alla sua sommità è collocato il castello degli Spinola. Non si conoscono le date della probabile erezione e solo un documento del 1577 ne attesta la presenza e la visita di monsignor Gerolamo Ragazzoni; il vescovo ordinò una completa ristrutturazione della chiesa e la completa tinteggiatura delle mura e volte interne.
Durante l'assedio della Repubblica di Genova del 22 luglio 1600 il borgo fu dato alle fiamme e la chiesa subì la parziale distruzione dell'archivio storico e del tetto in legno; grazie al sostegno della volta in pietra non si verificò il crollo totale. L'antico edificio fu abbattuto nel 1754 a seguito del pericolo stato di stabilità segnalato tra l'altro già nel 1752 in una visita del vescovo di Acqui Alessio Ignazio Maruchi.
I lavori della nuova edificazione ebbero inizio il 5 maggio del 1758 secondo il progetto dell'architetto Carlo Muttone. Nonostante i lavori di riedificazione fossero stati completati nel 1762, la benedizione e l'intitolazione della chiesa furono celebrate solamente il 14 settembre del 1803 da monsignor Giacinto della Torre vescovo della diocesi di Acqui.
Ancor prima della consacrazione, la chiesa fu eletta nel 1774 come sede dell'Insigne Collegiata, ma dopo molti anni di splendore, i canonici, uno dopo l'altro, vennero a mancare e la collegiata si estinse. Il 4 novembre 1990 monsignor Mario Oliveri venne consacrato vescovo di Albenga dal cardinale Giovanni Canestri nella collegiata. Nel 2003 in occasione del secondo centenario della consacrazione della chiesa, l'Ordinario Diocesano monsignor Pier Giorgio Micchiardi ha ridato vita all'Insigne collegiata di Campo Ligure che al momento è formata da otto Canonici.

## Descrizione

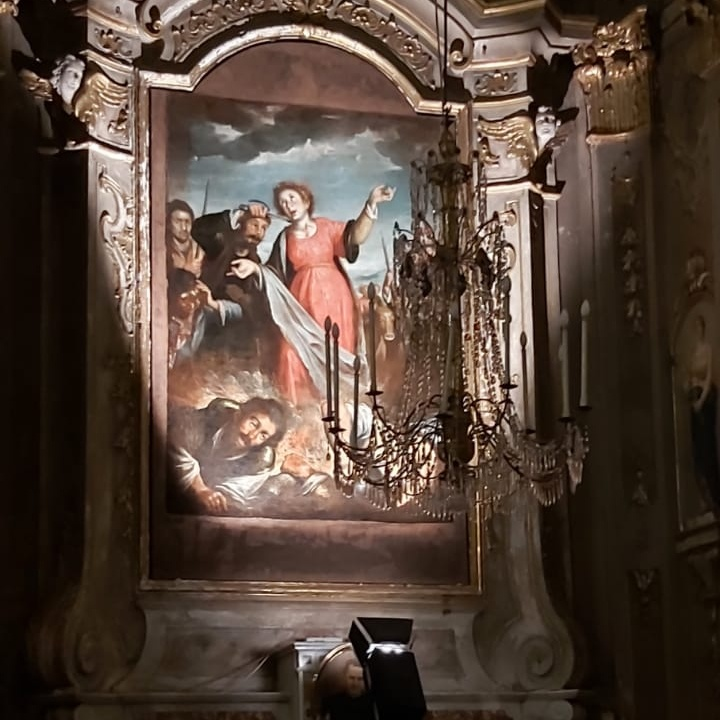
La pala del Martirio di Santa Lucia, opera di Bernardo Strozzi.

L'interno è ad unica navata, decorata nel suo interno negli anni ottanta del XIX secolo da Francesco De Lorenzi e dal figlio Achille De Lorenzi; presenta numerosi affreschi, opera di Luigi Gainotti e Carlo Orgero. Conserva al suo interno una pala d'altare, Martirio di santa Lucia, di Bernardo Strozzi, databile al 1598; un'altra pala, Deposizione, di Vittorio Amedeo Rapous, datata al 1761; un'altra pala, l'Annunciazione, di anonimo risalente al XVII secolo.
Quindi la statua lignea della Madonna del Rosario, del XVII secolo, e quella della Patrona, Santa Maria Maddalena, di Ignazio Bettoni, del 1877-1878. L'altare maggiore è in marmi policromi di stile barocchetto ligure.